# Сюрте
Сюрте (угор. Szürte, словац. Surty) — село в Ужгородському районі Закарпатської області на річці Латориця. У радянські часи та перші роки незалежності — с. Струмківка (з 1948 по 1995 роки).

## Герб
У червоному щиті із зеленою опуклою базою справа срібний леміш, а зліва три золоті колоски.

## Історія
Згідно із збереженими документами, Szürte та його околиці були заселені вже до 1281 року, але ймовірно, знищені під час татарської навали, але згодом розселені. Тоді її власниками була родина Rátót (Rátold). Село в джерелах відоме під назвами; «Strite», «Strute», Zritte, Sratha, Strate, за свідченням джерел.
За свідченням джерел, у 1288 році шляхтич Матей продав село землевласникам із родини Бокша. Нові власники поселилися в селі, а їхні нащадки до свого прізвища додавали прикладку «de Strute» (сюртянські). Рідні власників, що проживала в Чопі, село належало впродовж XV—XVI ст.
В 1427 році селянські господарства належали трьом землевласникам і були оподатковані від 38-ми порт. Разом із будинком шолтейса тоді в селі нараховувалось 40 домогосподарств. Це давало підстави вважати Сюрте найбільшим поселенням у околиці.
В XVI ст. багато селянських господарств збідніли і стали кріпацькими. В 1567 році було оподатковано 6 господарств, що володіли половинним наділом (портою), 8 — із четвертинним наділом. Наприкінці XVI ст. до села переселилися близько 30 нових селянських родин. У 1599 році в Сюрте нараховувалося уже 55 селянських господарств; тут знаходилися також дві садиби землевласників, костел, парафія і школа.
Протягом XVII — на початку XVII століть із села виїхало понад 4/5 селянських родин. Дані за 1715 рік зафіксували в селі лише 9 селянських господарств.
Джерела XVIII ст. вважають Сюрте мадярським селом. У 1869 році до складу села входив присілок Kistéglás.
У міжвоєнний період (до липня 1945 року) село не було частиною чехословацької Підкарпатської Русі, а територіально належало до словацького округу Кральовски-Хлмец.
У 1946 році в рамках загального перейменування на нових територіях, указом Президії Верховної Ради село Сюрте перейменували у Струмківку.
В 1995 році селу повернуто історичну назву.
2020 року у рамках децентралізації село утворило Сюртівську ОТГ, бюджет на 2020 рік становив 4.796 млн грн.

## Політика
Партійний склад Сюртівської сільської ради після місцевих виборів 2020 року:
| Партія                        | Відсоток | Місця |
| ----------------------------- | -------- | ----- |
| «КМКС» Партія угорців України | 54.5     | 12    |
| Самовисування                 | 22.7     | 5     |
| За Майбутнє                   | 13.6     | 3     |
| Слуга народу                  | 9.2      | 2     |

Результат голосування села у другому турі виборів президента України 2019:
| Кандидат                           | Відсоток |
| ---------------------------------- | -------- |
| Зеленський Володимир Олександрович | 89.6     |
| Порошенко Петро Олексійович        | 7.3      |
| недійсні                           | 3.1      |

Результат голосування села у першому турі позачергових виборів президента України 2014:
| Кандидат                     | Відсоток |
| ---------------------------- | -------- |
| Порошенко Петро Олексійович  | 63.1     |
| Добкін Михайло Маркович      | 12.1     |
| Тимошенко Юлія Володимирівна | 6.8      |
| Ляшко Олег Валерійович       | 4.0      |
| Тігіпко Сергій Леонідович    | 2.3      |
| Богомолець Ольга Вадимівна   | 2.1      |
| решта                        | 7.4      |
| недійсні                     | 2.2      |

Результат голосування села у другому турі виборів президента України 2010:
| Кандидат                     | Відсоток |
| ---------------------------- | -------- |
| Янукович Віктор Федорович    | 58.2     |
| Тимошенко Юлія Володимирівна | 33.0     |
| проти всіх                   | 5.8      |
| недійсні                     | 3.0      |

Результат голосування села у другому турі виборів президента України 2004:
| Кандидат                  | Відсоток |
| ------------------------- | -------- |
| Ющенко Віктор Андрійович  | 77.7     |
| Янукович Віктор Федорович | 17.6     |
| проти всіх                | 3.0      |
| недійсні                  | 1.7      |

### Парламентські вибори, 2019
На позачергових парламентських виборах 2019 року у селі функціонувала окрема виборча дільниця № 210614, розташована у приміщенні школи.
Результати
- зареєстровано 1506 виборців, явка 45,22%, найбільше голосів віддано за «Слугу народу» — 34,52%, за «Опозиційний блок» — 18,15%, за «Опозиційну платформу — За життя» — 17,02%.[2] В одномандатному окрузі найбільше голосів отримав Йосип Борто (самовисування) — 48,38%, за Андрія Андріїва (самовисування) — 26,66%, за Роберта Горвата (самовисування) — 7,55%[3].

## Демографія
За даними всеукраїнського перепису населення 2001 року, в селі мешкало 1898 осіб. Мовний склад був таким:

### Мова
Розподіл населення за рідною мовою за даними перепису 2001 року:
| Мова            | Кількість | Відсоток |
| --------------- | --------- | -------- |
| угорська        | 1495      | 78.77%   |
| українська      | 375       | 19.76%   |
| російська       | 18        | 0.95%    |
| словацька       | 2         | 0.11%    |
| циганська       | 2         | 0.11%    |
| білоруська      | 1         | 0.05%    |
| грецька         | 1         | 0.05%    |
| румунська       | 1         | 0.05%    |
| інші/не вказали | 3         | 0.15%    |
| Усього          | 1898      | 100%     |

## Релігія
Існування в селі костелу зафіксовано джерелами з XIV ст. В період реформації костел переходив від католиків до протестантів і навпаки.
Кам'яний, однонефний. У плані складається з прямокутного нефу, до якого зі сходу примикає більш вузький квадратний хор майже такої ж висоти, як і неф. Покритий двосхилими дахами, Із заходу до нефу прибудовано квадратну в плані, триярусну дзвіниця (з вапняку і цегли) з чотиригранним шпилем. В інтер'єрі стіни нефа розчленовані виступаючими пілястрами на чотири прясла, на які спираються бочкові склепіння з поясами. У західної стіни нави на двох кам'яних стовпах і хрестових склепіннях влаштовані хори, з'єднані з дзвіницею.

Арочний отвір і портал, ведучий з притвору в неф, — стрілчастої готичної форми. Північно-східний і південно-східний кути нефа закруглені. Хор перекритий вспарушеним склепінням. На північному фасаді нефа пам'ятника збереглося рельєфне білокам'яне зображення, яке можна віднести до XV ст.
Докладніше: Костел Воздвиження Чесного Хреста (Сюрте)

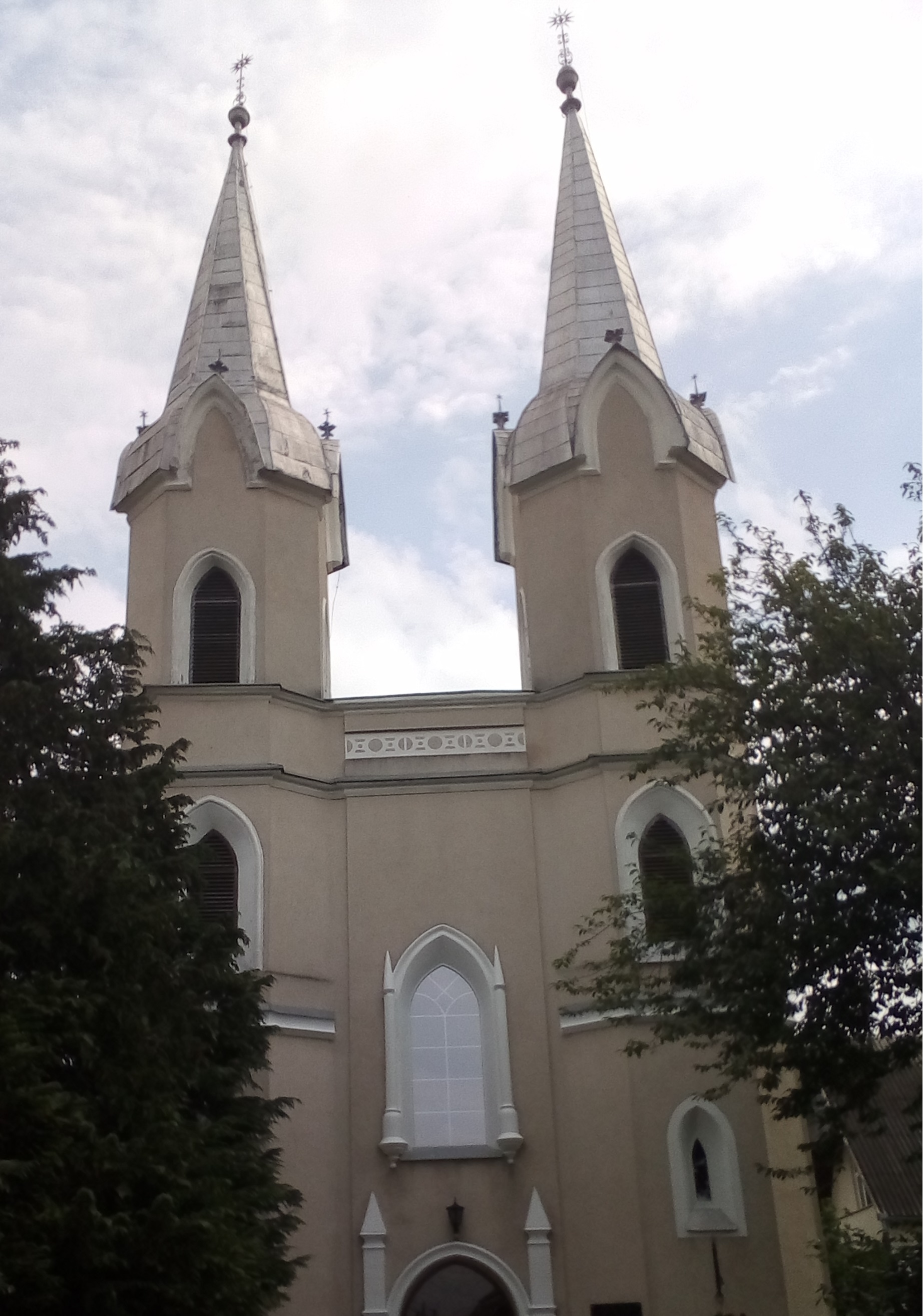
Реформатський храм с. Сюрте

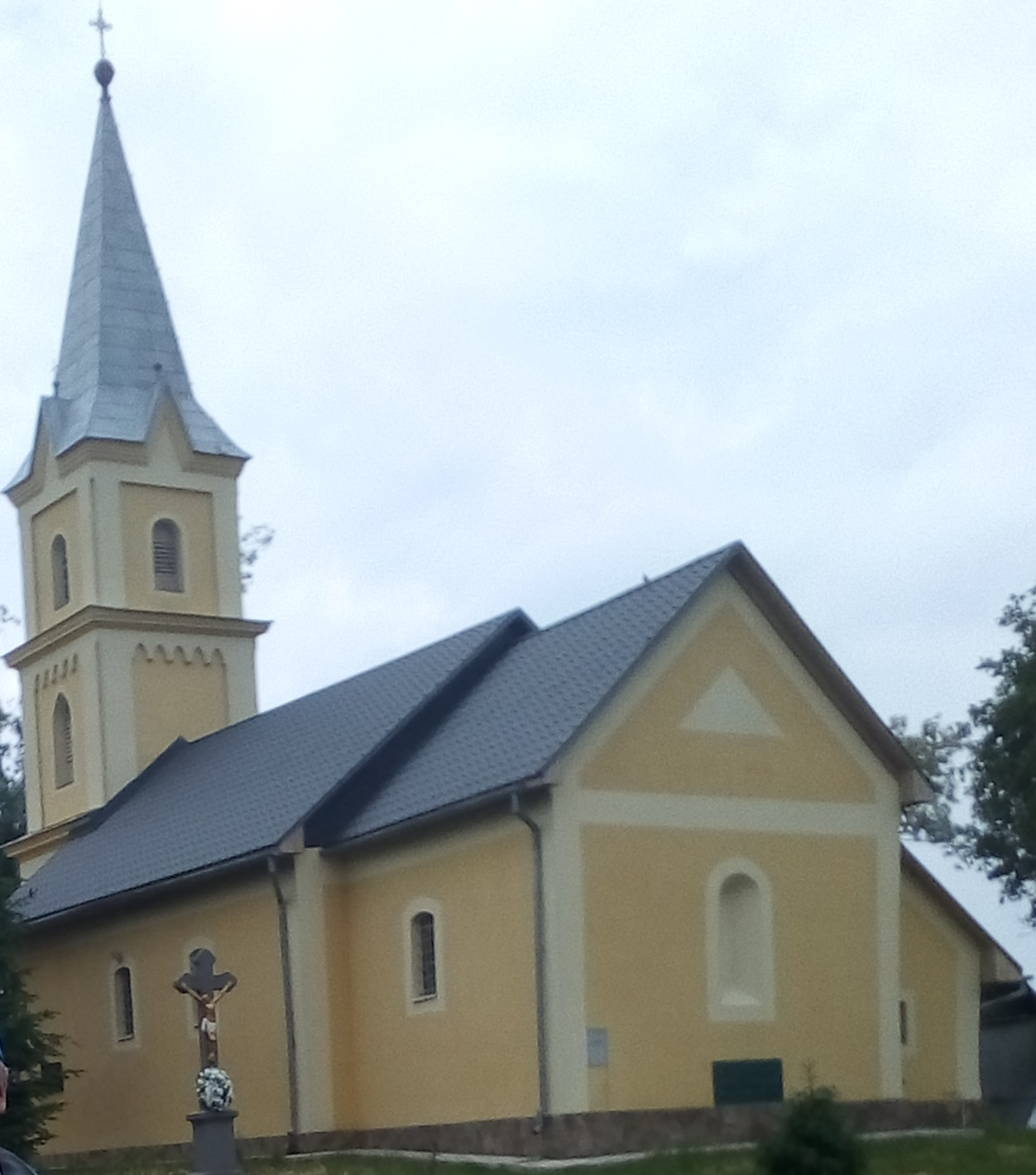
Римо-католицький храм с. Сюрте

Окрім римо-католицького костьолу є ще реформатський храм. Він має дві вежі, що є дуже рідкісним для реформатських церков.

## Відомі уродженці
- Лайош Товт (1948—2006) — художник, графік.
- Ласло Коложварі (1950 -) — художник
- Каролі Ковач (1818—1897) — відомий угорський юрист.

## Туристичні місця
- храм Воздвиження Чесного Хреста
- реформатський храм
- старі винниці